# Heinrich II. (Münsterberg-Oels)
Heinrich II. von Münsterberg-Oels (auch: Heinrich II. von Podiebrad, tschechisch: Jindřich II. Minstrbersko-Olešnický; * 29. März 1507; † 2. August 1548 in Bernstadt) war Herzog von Münsterberg, 1536–1542 Herzog von Oels und 1542–1548 Herzog von Bernstadt. Zudem führte er den Titel eines Grafen von Glatz. 

## Leben
Heinrich II. entstammte dem Münsterberger Familienzweig des böhmischen Adelsgeschlechts Podiebrad. Seine Eltern waren Karl I. von Münsterberg und Oels und Anna (1480/83–1541), Tochter des Herzogs Johann II. von Sagan. 
Am 7. Februar 1529 vermählte sich Heinrich mit Margarethe, einer Tochter des Johann von Pernstein, die im selben Jahr verstarb. In zweiter Ehe heiratete er 1537 Margarethe von Mecklenburg-Schwerin (1515–1559), Tochter des Heinrich V. von Mecklenburg-Schwerin.
Nach dem Tod ihres Vaters Karl I. 1536 regierten Heinrich und seine Brüder Joachim, Johann und Georg II. zunächst gemeinsam. Am 25. Juni 1536 verliehen sie in einer gemeinsamen Urkunde der zum Herzogtum Münsterberg gehörigen Stadt Silberberg die Rechte einer freien Bergstadt. Im Gegensatz zu ihrem Vater bekannten sich Heinrich und seine Brüder zur lutherischen Lehre. 1537 vertrieben sie die katholischen Geistlichen aus Münsterberg und beriefen evangelische Prediger. Im selben Jahr verzichtete er mit seinen Brüdern auf die Erbansprüche auf das Herzogtum Crossen, nachdem Joachim  vom Kurfürsten Joachim I. die Zusage auf eine Anwartschaft auf das Bistum Lebus oder Brandenburg erhalten hatte.
1542 verpfändeten Heinrich und seine Brüder das verschuldete Herzogtum Münsterberg an ihren Onkel Herzog Friedrich II. von Liegnitz. Anschließend erhielt Heinrich II. das Herzogtum Bernstadt, während Johann die Regierung im Herzogtum Oels fortsetzte. Joachim, der älteste der Brüder, sollte Bischof von Brandenburg werden. In Bernstadt, das Heinrich II. zu seiner Residenz bestimmte, breitete sich durch ihn die Reformation aus. Er erweiterte das Bernstadter Schloss durch den Anbau des Südflügels und begründete die Fürstenschule. Nach einer kurzen Regierungszeit von nur sechs Jahren starb er 1548.

## Nachkommen
1. Heinrich III. von Bernstadt (1542–1587), verheiratet mit Magdalena Meseritsch von Lomnitz (Mezeřícká z Lomnice)
2. Karl (*/† 1543)
3. Georg (1544–1556)
4. Karl II. (1545–1617)
5. Anna (1539–1568)
6. Salomena (1540–1567), verheiratet mit Georg von Thurn und Valsassina
7. Katharina (1548–1579), verheiratet mit Georg von Berka von Dubá (Jiří Berka z Dubé)